# Vass István Zoltán
Vass István Zoltán (Debrecen, 1942. július 25. —) magyar médiaszemélyiség, sportriporter, újságíró, rádiós.

## Életútja
Apja Vass Zoltán, anyja Papp Katalin. Felsőfokú tanulmányokat Szegeden folytatott, a Szegedi Tudományegyetem Bölcsészettudományi Karán végzett 1965-ben. Később 1980-84 közt diplomázott a Testnevelési Főiskolán is. 
Már fiatalon az élsport érdekelte, jeles meccsekre járt. Szegedi egyetemi tanulmányainak befejezése után a szegedi, majd szolnoki rádióhoz került sportriporternek, 1967-től élő adásban tudósított a sporteseményekről, innen 1971-ben a Magyar Rádió sportosztályára vezetett az útja. Vass István Zoltán negyven év alatt mintegy 1500 futballmeccsről, számos kézilabdameccsről, világbajnokságról, s más sporteseményről tudósított, kivált nagy szakértelemmel és lelkesedéssel kommentálta az olimpiai aranyérmeket. 
A Magyar Rádiótól a Lánchíd Rádióhoz vezetett az útja, itt már műsorvezető-riporterként működött, ahol a sport világán kívüli témákban is készített anyagokat. 2015 tavaszán szerződést bontott, felmondott a Lánchíd Rádiónál.

## Riportjaiból
- Átélni, s úgy elmondani / Vass István Zoltán. Lásd Foglalkozásunk sportriporter c. kötetben. (Szerk. Vitár Róbert). Budapest; Sport, 1979
- Határtalan haza : Beszélgetés Böjtös László clevelandi tiszteletbeli konzullal / Riporter: Vass István Zoltán. Lásd Új Horizont : irodalmi, művészeti és tudományos folyóirat, 2002/2. 51-60. p.
- Szerda reggel : 2001–2002 : beszélgetések Orbán Viktor miniszterelnökkel / kész. Hollós János, Kondor Katalin ; riporter Hollós János ; riporter Kondor Katalin ; szerk. Körmendy Zsuzsanna ; közrem. Bálint István ; közrem. Vass István Zoltán ; közrem. Zentai Péter. Budapest : Püski Gyomai Kner Nyomda. 317 p.[1]
- Névjegy : válogatás Kondor Katalin műsorából / szerzők: Kardos Katalin, Vass István Zoltán, Nagy Katalin, Németh Miklós Attila, Kolozsi Béla, Kondor Katalin. Budapest; Magyar Rádió-Masszi Kiadó-Püski Kiadó, 2004. 206 p. ISBN 963-9454-50-8

## Magánélete
Első házasságából egy gyermeke született, Vass Virág (1969) író, újságíró. Második felesége Kovács Dorottya.

## Díjak, elismerések (válogatás)
- Feleki László-díj (1998)
- Életműdíj, Magyar Sportújságírók Szövetsége (2011)
- A Magyar Érdemrend tisztikeresztje (polgári tagozat, 2013)
- Mikszáth Kálmán-díj (2013)
- MOB-médiadíj (MOB, 2014)[2]
- Aranydiploma (=Díszoklevél a Szegedi Tudományegyetemtől; 2015. szeptember 19.)[3][4]
- Szepesi György-díj (2018)[5]
- Knézy Jenő-díj (2020)[6]
- Prima-díj (2024)